# Aphodius hydrochaeris
Aphodius hydrochaeris es una especie de coleóptero de la familia Scarabaeidae.

## Distribución geográfica
Habita en el paleártico: Europa, mitad occidental de Asia, el Magreb y Macaronesia.